# Lummen
Lummen är en kommun i Belgien.   Den ligger i provinsen Limburg och regionen Flandern, i den centrala delen av landet, 60 km öster om huvudstaden Bryssel. Antalet invånare är 14 278.
Omgivningarna runt Lummen är en mosaik av jordbruksmark och naturlig växtlighet. Runt Lummen är det tätbefolkat, med 659 invånare per kvadratkilometer.